# Афінська хартія
Афінська хартія 1931 — перший ґрунтовний документ міжнародного співтовариства, який регламентував спрямованість охоронно-реставраційних заходів на нерухомих пам'ятках.
Афінська хартія відновлення історичних пам'яток — це маніфест з сімох пунктів, прийнятий на Першому Міжнародному конгресі архітекторів (Афіни, 1931) по збереженню історичних пам'яток.